# Fénylevél
A fénylevél a magas megvilágítottsághoz alkalmazkodott levél. Ellentéte az árnyéklevél.
A fás növényekben a xeromorf jellegű fénylevelek a korona külső felületén találhatók, kisebbek, epidermiszük fala vastagabb, vastagabb a viasz- és kutikularéteg. Számos apró gázcserenyílásuk van, szilárdítószövetük erősen fejlett, érhálózatuk sűrűbb. Az intenzívebb fotoszintézis miatt a paliszád parenchima túlsúlya jellemző.